# Bà Rịa (tỉnh)
Bà Rịa là một tỉnh cũ của Việt Nam Cộng hòa.

## Lịch sử
Vùng đất Bà Rịa được người Việt Nam khai phá từ thế kỷ 17, lúc đầu Bà Rịa thuộc dinh Trấn Biên, tỉnh Gia Định.
Năm 1622, theo thoả ước của chúa Nguyễn Phúc Nguyên với vua Chân Lạp Chey Chetta II, những nhóm cư dân Việt đầu tiên được phép khai phá xứ Mô Xoài. Tên Bà Lỵ là cách người Việt viết âm tiếng Hán của Bà Rịa. Một cách giải thích khác: vào khoảng năm 1789 có một người đàn bà tục gọi là Bà Rịa người Bình Định đưa dân nghèo vào khai hoang ở Tam Phước (tên gọi ngày nay). Nhờ uy tín và tài năng tổ chức, bà động viên được mọi người ra sức khẩn hoang, xây dựng cuộc sống trên vùng đất mới. Về già, bà Rịa đem hết tài sản của mình làm việc công ích, lập quỹ cứu tế để trợ giúp ngời nghèo, rước thầy về dạy học cho trẻ,... Bà qua đời năm 1803, được dân lập dền thờ như một vị phúc thần. Tên của bà đã trở thành tên của vùng đất này.
Tuy nhiên, cách xác định, được biết đến và tin cậy rộng rãi nhất về vùng đất này đó là bà Nguyễn Thị Rịa (1665–1759) đã dẫn dắt người dân khai khẩn vùng Đàng Trong, ảnh hưởng tới tên gọi của Bà Rịa dưới quy chế, xác nhận của người Pháp thời Pháp thuộc cho đến ngày nay.
Năm 1808, vua Gia Long đổi Trấn Biên thành Biên Hòa. Tên Bà Rịa có hai cách giải thích: theo các cuốn Gia Định thành thống chí'", Đại Nam nhất thống chí và một số bộ sử khác thì Bà Rịa vốn là đất của tiểu vương Bà Rịa (bị Chân Lạp thôn tính).
Năm 1862, huyện Phước An đổi thành hạt Thanh tra Bà Rịa.
Năm 1869, đổi hạt Thanh Tra thành Khu tham biện Bà Rịa.
Năm 1882, Tổng thống Pháp ký sắc lệnh thành lập quận Côn Đảo trực thuộc Nam Kỳ.
Năm 1895, thành lập thành phố Vũng Tàu từ hạt tham biện Bà Rịa.
Năm 1897, tỉnh Bà Rịa được chia thành 7 tổng:
| Đơn vị hành chính tỉnh Biên Hòa | Đơn vị hành chính tỉnh Biên Hòa | Đơn vị hành chính tỉnh Biên Hòa |
| STT                             | Tổng                            | Làng |
| ------------------------------- | ------------------------------- | --- |
| 1                               | An Phú Hạ                       | 13 làng: Long Hiệp, Long Hương, Long Kiên, Long Lập, Long Nhung, Long Xuyên, Mỹ Xuân, Núi Nứa, Phước Hòa, Phước Hữu, Phước Lễ, Phú Thạnh, Thạnh An |
| 2                               | An Phú Thượng                   | 7 làng: An Ngãi, An Nhứt, Hắc Lăng, Long Điền, Long Thạnh, Long Hải, Phước Tỉnh                                                                    |
| 3                               | Phước Hưng Hạ                   | 12 làng: Gia Thạnh, Hiệp Hòa, Hưng Hòa, Long Hưng, Long Thới, Phước Hữu, Phước Hạp, Phước Lợi, Phước Thọ, Phước Tuy, Thạnh Mỹ, Xuyên Mộc           |
| 4                               | Phước Hưng Thượng               | 8 làng: An Thới, Hội Mỹ, Lộc An, Long Mỹ, Phước Hải, Phước Liễu, Phước Trinh, Phước Hưng                                                           |
| 5                               | An Trạch                        | 7 làng: Bằng La, Cù Bị, Cụ Khánh, Hắc Dịch, La Vân, Phước Chí, La Sơn                                                                              |
| 6                               | Long Cơ                         | 6 làng: Bình Ba, Bình Giã, Điền Giả, Ngãi Giao, Quảng Giao, Trịnh Ba                                                                               |
| 7                               | Long Xương                      | 7 làng: Anh Mao, Cù Mỹ, Hương Sa, Lâm Xuân, Thanh Hóa, Xuân Khai, Xuân Sơn                                                                         |

Ngày 20 tháng 12 năm 1899, Toàn quyền Đông Dương ban hành Nghị định về việc đổi tất cả các hạt tham biện thành tỉnh thì từ ngày 1 tháng 1 năm 1900 đổi hạt tham biện Bà Rịa thành tỉnh Bà Rịa.
Tỉnh Bà Rịa có 8 tổng với 64 làng (sau tăng lên thành 10 tổng).
Năm 1939, tỉnh Bà Rịa có 1 quận Long Điền với 8 tổng:
| Đơn vị hành chính quận Long Điền, tỉnh Bà Rịa | Đơn vị hành chính quận Long Điền, tỉnh Bà Rịa | Đơn vị hành chính quận Long Điền, tỉnh Bà Rịa |
| STT                                           | Tổng                                          | Làng |
| --------------------------------------------- | --------------------------------------------- | --- |
| 1                                             | An Phú Hạ                                     | 5 làng: Long Phước, Long Kiển, Long Tân, Long Xuyên, Phước Lễ                                                                                        |
| 2                                             | An Phú Tân                                    | 6 làng: Hội Bài, Long Hương, Phú Mỹ, Núi Nứa, Phước Hòa, Thạnh An                                                                                    |
| 3                                             | An Phú Thượng                                 | 6 làng: An Ngãi, An Nhứt, Hắc Lăng, Long Thạnh, Long Điền, Phước Tĩnh                                                                                |
| 4                                             | Phước Hưng Hạ                                 | 6 làng: Phước Bửu, Phước Thọ, Phước Tuy, Thạnh Mỹ, Xuân Khai, Xuyên Mộc                                                                              |
| 5                                             | Phước Hưng Trung                              | 5 làng: Gia Thạnh, Long Hòa, Phước Hiệp, Phước Lợi, Thới Hòa                                                                                         |
| 6                                             | Phước Hưng Thượng                             | 5 làng: Lộc An, Long Mỹ, Hội Mỹ, Phước Hải, Tam Phước                                                                                                |
| 7                                             | Cơ Trạch                                      | 15 làng: Bình Ba, Bình Giã, Cù Bị, Cù Khanh, Cù Mi, Điền Dã, Hắc Dịch, La Sơn, Lâm Xuân, La Văn, Phước Chí, Ngãi Giao, Quảng Giao, Xuân Sơn, Bằng La |
| 8                                             | Nhơn Xương                                    | 5 làng: Hưng Nhơn, Thanh Toa, Nhu Lâm, Thừa Tích, Trịnh Ba                                                                                           |

Chính quyền Việt Nam Dân chủ Cộng hòa và Mặt trận Dân tộc giải phóng miền Nam Việt Nam đã nhiều lần tách nhập tỉnh Biên Hòa với các tỉnh Thủ Dầu Một, Bà Rịa – Long Khánh, với các tên gọi: Biên Hòa, Long Khánh, Thủ Biên, Bà Biên, Bà Rịa – Long Khánh, U1 (một đơn vị chiến trường ngang cấp tỉnh được thành lập tháng 9 năm 1965, gồm thị xã Biên Hòa và huyện Vĩnh Cửu).
Từ tháng 5 năm 1951 đến cuối năm 1954 chính quyền Việt Nam Dân chủ Cộng hòa sáp nhập tỉnh Biên Hòa với tỉnh Thủ Dầu Một thành tỉnh Thủ Biên (trừ huyện Long Thành thuộc tỉnh Bà Rịa – Chợ Lớn).
Ngày 27 tháng 6 năm 1951, Ủy ban Kháng chiến Hành chính Nam Bộ (thuộc chính quyền Việt Nam Dân chủ Cộng hòa) hợp nhất tỉnh Bà Rịa và tỉnh Chợ Lớn thành tỉnh Bà Rịa – Chợ Lớn (có khi gọi tắt là tỉnh Bà Chợ). Tỉnh Bà Rịa – Chợ Lớn thuộc Phân liên khu Miền Đông, Liên khu Nam Bộ.
Ngày 22 tháng 10 năm 1956, Tổng thống Việt Nam Cộng hòa Ngô Đình Diệm ban hành Sắc lệnh số 143-NV về việc thành lập tỉnh Phước Tuy trên cơ sở tỉnh Bà Rịa và Vũng Tàu.
Từ tháng 3 năm 1963 đến tháng 12 năm 1963 và từ tháng 11 năm 1966 đến tháng 10 năm 1967, chính quyền Mặt trận Dân tộc giải phóng miền Nam Việt Nam và Việt Nam Dân chủ Cộng hòa hợp nhất tỉnh Biên Hòa và tỉnh Bà Rịa thành tỉnh Bà Biên.
Năm 1971, chiến trường được bố trí lại thành phân khu Bà Rịa và phân khu Thủ Biên.
Tháng 10 năm 1972, thực hiện chỉ thị của Trung ương Cục miền Nam, các phân khu bị giải thể, tỉnh Bà Rịa – Long Khánh và tỉnh Biên Hòa được lập lại.
Ngày 6 tháng 9 năm 1973, Thủ tướng Trần Thiện Khiêm ban hành Nghị định số 420-BNV/HCĐP/26 (do tổng trưởng Nội vụ là Lê Công Chất ký) về việc sáp nhập các đảo Trường Sa, An Bang, Thái Bình (nguyên văn), Song Tử Đông, Song Tử Tây, Loại Ta, Thị Tứ, Nam Ai (nguyên văn), Sinh Tồn và các đảo phụ cận vào xã Phước Hải, quận Đất Đỏ, tỉnh Phước Tuy.
Ngày 20 tháng 9 năm 1975, Bộ Chính trị ban hành Nghị quyết số 245-NQ/TW về việc hợp nhất tỉnh Bà Rịa, tỉnh Biên Hòa, tỉnh Bình Tuy, tỉnh Long Khánh, huyện Định Quán của tỉnh Tân Phú và 2 huyện Tân Uyên, Dĩ An của tỉnh Thủ Dầu Một thành một tỉnh, tên gọi tỉnh mới cùng với nơi đặt tỉnh lỵ sẽ do địa phương đề nghị lên.
Ngày 20 tháng 12 năm 1975, Bộ Chính trị ban hành Nghị quyết số 19/NQ về việc hợp nhất tỉnh Bà Rịa (kể cả thành phố Vũng Tàu), tỉnh Biên Hòa (trừ 2 huyện Tân Uyên, Phú Giáo của tỉnh Thủ Dầu Một), tỉnh Long Khánh thành một tỉnh, tên gọi tỉnh mới cùng với nơi đặt tỉnh lỵ sẽ do địa phương đề nghị lên.
Ngày 24 tháng 2 năm 1976, Chính phủ Cách mạng lâm thời Cộng hòa miền Nam Việt Nam ban hành Nghị định số 3/NQ/1976 về việc hợp nhất tỉnh Bà Rịa, tỉnh Biên Hòa, tỉnh Long Khánh và thành phố Biên Hòa thành một tỉnh, lấy tên là tỉnh Đồng Nai.
Ngày 15 tháng 1 năm 1977, Quốc hội ban hành Nghị quyết về việc chuyển huyện Côn Đảo của Thành phố Hồ Chí Minh về tỉnh Hậu Giang quản lý.
Ngày 30 tháng 5 năm 1979, Quốc hội ban hành Nghị quyết về việc thành lập Đặc khu Vũng Tàu – Côn Đảo trên cơ sở thị xã Vũng Tàu; xã Long Sơn thuộc huyện Châu Thành, tỉnh Đồng Nai và huyện Côn Đảo thuộc tỉnh Hậu Giang.
Ngày 10 tháng 12 năm 1979, Hội đồng Chính phủ ban hành Quyết định số 438-CP về việc đổi tên huyện Côn Đảo thành quận Côn Đảo trực thuộc Đặc khu Vũng Tàu – Côn Đảo.
Ngày 12 tháng 8 năm 1991, Quốc hội ban hành Nghị quyết về việc thành lập tỉnh Bà Rịa – Vũng Tàu trên cơ sở đặc khu Vũng Tàu – Côn Đảo và 3 huyện: Long Đất, Châu Thành, Xuyên Mộc của tỉnh Đồng Nai.
Trong quá trình tồn tại của tỉnh Bà Rịa – Vũng Tàu đã nhiều được tách ra rồi lại nhập vào. Hiện nay, địa danh Bà Rịa chỉ còn được dùng để chỉ thành phố Bà Rịa, đơn vị hành chính cấp huyện trực thuộc tỉnh Bà Rịa – Vũng Tàu và là tỉnh lỵ của tỉnh Bà Rịa – Vũng Tàu.